# Dove varanen
De dove varanen (Lanthanotidae) zijn een familie van hagedissen die vertegenwoordigd worden door slechts een enkele soort; de dove varaan (Lanthanotus borneensis). De wetenschappelijke naam van de groep werd voor het eerst voorgesteld door Franz Steindachner in 1878.
Uit fossielen blijkt dat er waarschijnlijk geen andere soorten op aarde hebben rondgelopen, wel zijn er voorouders beschreven die er afwijkend uitzagen. Samen met de korsthagedissen (Helodermatidae) en de varanen (Varanidae) en een paar uitgestorven groepen vormen de dove varanen de infraorde varaanachtigen (Platynota). Het lichaam doet denken aan een zeer dunne kruising tussen een varaan en een korsthagedis, maar wetenschappelijk gezien ligt dat anders; ze hebben alleen eenzelfde voorouder.